# El hijo de papá
 El hijo de papá es una película argentina en blanco y negro dirigida por John Alton, quien también fue el guionista y el director de fotografía, que se estrenó el 23 de octubre de 1933 y que tuvo como protagonistas a Rosa Rosen y Luis Sandrini.

## Reparto
- Rosa Rosen
- Luis Sandrini
- Alfonso Pisano

## Comentario
Cuenta Domingo Di Núbila que la película resultó "un desastre" y que Sandrini la compró y la quemó para sacarla de circulación, si bien tanto él como Alton se redimieron luego del mal paso, lo cual en el caso de Alton fue abandonando la dirección y dedicándose a la fotografía, especialidad donde descolló, ganó un Óscar y escribió un libro que fue el mejor tratado sobre la materia en décadas.